# موسى السوداني
موسى بن طاهر بن حسن السوداني (1892 - 1926) شاعر عراقي عثماني. ولد في النجف ونشأ ودرس بها. توفي في مدينة العمارة عن 34 عامًا. له ديوان مخطوط في ستة آلاف بيت. شقيقه هو كاظم السوداني.

## سيرته
هو موسى بن طاهر بن حسن بن سباهي بن بندر السوداني الكندي. هو أخو كاظم السوداني. ولد سنة 1310 هـ/ 1892 م في النجف ونشأ بها. أخذ عن أبيه وعلماء عصره الفقه والأدب حتى برز عالمًا شاعرًا. 

كان لديه عقارات في العمارة يعيش على ريعها. توفي سنة 1345 هـ/ 1926 م عن 34 عامًا. 

## مهنته
كان من شعراء البارزين، له صحبة مع العلماء والأدباء منهم عبد الكريم الجزائري وجعفر النقدي. كما اتصل ببعض رجال السياسة،
منهم صالح باش أعيان العباسي، ومدحه حين كان متصرفًا للواء العمارة. وصف بأنه كان مادحًا وهاجيًا، ظريفًا مكثرًا. له ديوان مخطوط في ستة آلاف بيت. جاء في معجم البابطين عنه «شعره غزير، يتميز بطول النفس، ومتانة التراكيب، نظمه في الأغراض التقليدية، أكثره في المديح والتهاني. وجهه إلى شيوخه في مناسبات مختلفة مثل عودتهم من سفر أو حج، كما وجه قطاعًا كبيرًا من شعره إلى مديح الأعيان والوجهاء، تتميز لغته بالجزالة وحسن السبك، ويميل في مدحه إلى المبالغة، يتبع في مدائحه التقليد التراثي الذي يقدم للمدح بالنسيب، ويختمه بالدعاء للممدوح.»  وله يمدح صالح باش أعيان عندما كان متصرفًا:

## وصلات خارجية
- في بوابة الشعراء
- في «ديوان الريشة»